# باجارو (كاليفورنيا)
باجارو (بالإنجليزية: Pajaro CDP, California)‏ هي منطقة سكنية تقع بولاية كاليفورنيا في الولايات المتحدة. تبلغ مساحتها 2.401 كم2، وترتفع عن سطح البحر 8 م، بلغ عدد سكانها 3,070 نسمة في عام 2010 حسب إحصاء مكتب تعداد الولايات المتحدة وتصل الكثافة السكانية فيها 1,278.6 نسمة لكل كيلومتر مربع (3,311.6/ميل2).

## التركيبة السكانية
حدّد مكتب تعداد الولايات المتحدة بيانات التركيبة السكانية لباجارو في تعداد الولايات المتحدة. في ما يلي، التركيبة السكانية حسب تعدادي 2000 و2010.

### تعداد عام 2000
بلغ عدد سكان باجارو 3,384 نسمة بحسب تعداد عام 2000، وبلغ عدد الأسر 634 أسرة وعدد العائلات 571 عائلة مقيمة في المنطقة السكنية. في حين سجلت الكثافة السكانية 1,409.4 نسمة لكل كيلومتر مربع (3,650.3/ميل2). وبلغ عدد الوحدات السكنية 667 وحدة بمتوسط كثافة قدره 277.8 لكل كيلومتر مربع (719.5/ميل2).
وتوزع التركيب العرقي للمنطقة السكنية بنسبة 42.94% من البيض و0.47% من الأمريكيين الأفارقة و1.65% من الأمريكيين الأصليين و1.51% من الأمريكيين ذوي الأصول الآسيوية و0.35% من سكان جزر المحيط الهادئ و48.29% من الأعراق الأخرى و4.79% من عرقين مختلطين أو أكثر و94.24% من الهسبانيون أو اللاتينيون من أي عرق.
بلغ عدد الأسر 634 أسرة كانت نسبة 74.4% منها لديها أطفال تحت سن الثامنة عشر تعيش معهم، وبلغت نسبة الأزواج القاطنين مع بعضهم البعض 67.5% من أصل المجموع الكلي للأسر، ونسبة 14.5% من الأسر كان لديها معيلات من الإناث دون وجود شريك، بينما كانت نسبة 8% من الأسر لديها معيلون من الذكور دون وجود شريكة وكانت نسبة 9.9% من غير العائلات. تألفت نسبة 6.3% من أصل جميع الأسر من عدة أفراد يعيشون في نفس المنزل ونسبة 3% كانت تتألف من شخص يعيش بمفرده يبلغ من العمر 65 عاماً أو أكثر. وبلغ متوسط حجم الأسرة المعيشية 5.28، أما متوسط حجم العائلات فبلغ 5.25.
بلغ العمر الوسطي للسكان 22.8 عاماً. وكانت نسبة 39.5% من القاطنين تحت سن الثامنة عشر، وكانت نسبة 15.4% بين الثامنة عشر والرابعة والعشرين عاماً، ونسبة 29.8% كانت واقعةً في الفئة العمرية ما بين الخامسة والعشرين والرابعة والأربعين عاماً، ونسبة 10.1% كانت ما بين الخامسة والأربعين والرابعة والستين، ونسبة 4.1% كانت ضمن فئة الخامسة والستين عاماً فما فوق. يوجد لكل 100 أنثى 118.3 ذكر، ويوجد لكل 100 أنثى في الثامنة عشر من عمرها فما فوق 122.2 ذكر.
بلغ متوسط دخل الأسرة في المنطقة السكنية 38,315 دولارًا، أما متوسط دخل العائلة فبلغ 37,083 دولارًا. وكان متوسط دخل الذكور 17,384 دولارًا مقابل 17,917 دولارًا للإناث. وسجل دخل الفرد الخاص بالمنطقة السكنية 9,893 دولارًا. وكانت نسبة 20.4% من العائلات ونسبة 22.2% من السكان تحت خط الفقر، وكان من هؤلاء نسبة 24.3% تحت سن الثامنة عشر ونسبة 5% في الخامسة والستين من العمر وما فوق.

### تعداد عام 2010
بلغ عدد سكان باجارو 3,070 نسمة بحسب تعداد عام 2010، وبلغ عدد الأسر 621 أسرة وعدد العائلات 552 عائلة مقيمة في المنطقة السكنية. في حين سجلت الكثافة السكانية 1,278.6 نسمة لكل كيلومتر مربع (3,311.6/ميل2). وبلغ عدد الوحدات السكنية 655 وحدة بمتوسط كثافة قدره 272.8 لكل كيلومتر مربع (706.5/ميل2).
وتوزع التركيب العرقي للمنطقة السكنية بنسبة 47.26% من البيض و0.49% من الأمريكيين الأفارقة و2.54% من الأمريكيين الأصليين و1.73% من الأمريكيين ذوي الأصول الآسيوية و41.73% من الأعراق الأخرى و6.25% من عرقين مختلطين أو أكثر و94.10% من الهسبانيون أو اللاتينيون من أي عرق.
بلغ عدد الأسر 621 أسرة كانت نسبة 71.5% منها لديها أطفال تحت سن الثامنة عشر تعيش معهم، وبلغت نسبة الأزواج القاطنين مع بعضهم البعض 65.9% من أصل المجموع الكلي للأسر، ونسبة 13.8% من الأسر كان لديها معيلات من الإناث دون وجود شريك، بينما كانت نسبة 9.2% من الأسر لديها معيلون من الذكور دون وجود شريكة وكانت نسبة 11.1% من غير العائلات. تألفت نسبة 7.4% من أصل جميع الأسر من عدة أفراد يعيشون في نفس المنزل ونسبة 3.1% كانت تتألف من شخص يعيش بمفرده يبلغ من العمر 65 عاماً أو أكثر. وبلغ متوسط حجم الأسرة المعيشية 4.80، أما متوسط حجم العائلات فبلغ 4.82.
بلغ العمر الوسطي للسكان 25.6 عاماً. وكانت نسبة 34.8% من القاطنين تحت سن الثامنة عشر، وكانت نسبة 14.1% بين الثامنة عشر والرابعة والعشرين عاماً، ونسبة 31.6% كانت واقعةً في الفئة العمرية ما بين الخامسة والعشرين والرابعة والأربعين عاماً، ونسبة 15.3% كانت ما بين الخامسة والأربعين والرابعة والستين، ونسبة 4.2% كانت ضمن فئة الخامسة والستين عاماً فما فوق. وتوزع التركيب الجنسي للسكان بنسبة 55.4% ذكور و44.6% إناث.